# Novyj Gorodok
Novyj Gorodok (in russo cittadella nuova) è una cittadina della Russia siberiana meridionale (oblast' di Kemerovo); appartiene amministrativamente al distretto urbano della città di Belovo.